# L'Or du pirate (film, 1952)
Pour l’article homonyme, voir L'Or du pirate.
Pour plus de détails, voir Fiche technique et Distribution.
L'Or du pirate, ou Le voleur volé (14 Carrot Rabbit), est un cartoon réalisé par Friz Freleng, sorti en 1952. Il met en scène Bugs Bunny et Sam le pirate.

## Synopsis
Nous retrouvons Sam en Chillico Sam, voleur de Claim. Après un maigre sac d'or ne valant que 10 dollars, Bugs apparaît avec une énorme pépite. Le voleur décide de coopérer avec Bugs afin de lui voler tout son or. En voulant tromper le lapin, Sam creuse un trou qui débouche sur un précipice et chute inévitablement. Bugs répète l'opération en déplaçant l'endroit où Sam creuse dans le précipice. Après une longue course à travers l'Amérique, Bugs finit par se débarrasser de Sam en lui faisant creuser où les fonds nationaux des États-Unis sont enterrés.

## Fiche technique
- Réalisation : Friz Freleng
- Scénario : Warren Foster
- Animateur : Virgil Ross - Arthur Davis - Manuel Perez - Ken Champin
- Production : Eddie Selzer
- Distribution : Warner Bros. Pictures - The Vitaphone Corporation
- Pays :  États-Unis
- Langue : anglais
- Musique originale : Carl W. Stalling
- Montage : Treg Brown
- Son : Treg Brown
- Durée : 7 minutes
- Genre : Animation
- Format : 1,37 : 1 - couleur - Son : Mono
- Date de sortie :
  -  États-Unis 16 février 1952